# Ivan Rassimov
Ivan Rassimov (eigentlich Ivan Đerasimović; * 7. Mai 1938 in Triest; † 13. März 2003 in Rom) war ein italienischer Schauspieler.

## Leben
Rassimov wurde als Sohn italienisch-serbischer Eltern geboren (es lebte damals in Triest eine kleine, serbische Minderheit) und zog, nach der Schulzeit am „Gimnazija s slovenskim učnim jezikom“ und seinem Militärdienst, zusammen mit seiner Schwester Rada nach Rom, um im Filmgeschäft Erfolg zu haben.
Nach Schauspielstudium und etlichen kleineren Rollen, unter anderem in Mario Bavas Planet der Vampire (1965), wurde er zunehmend als zwielichtiger Charakter besetzt, was seinen stechenden Augen und seinen rauen Gesichtszügen zuzuschreiben war. So war er in zahlreichen Filmen als Nazi-Offizier oder Mordverdächtiger zu sehen. Gelegentlich war er jedoch auch als positiver Held besetzt, so in drei Italowestern der Jahre 1967 und 1968, in denen er das Pseudonym Sean Todd benutzte. Zuvor hatte Sara Montiel auf ihn als Partner im Film Soledad bestanden, später wiederholte er diese Funktion in Esa mujer. Auch als Sandokan überzeugte er in einer Verfilmung des Jahres 1970. Daneben war er Protagonist in Hunderten von Fotoromanzi.
Gegen Mitte der 1970er Jahre war Rassimov in einigen spekulativen Filmen zu sehen, so z. B. Mondo Cannibale, oder dem blutrünstigen Lebendig gefressen (1980). 1987 zog sich Rassimov aus dem Filmgeschäft zurück und arbeitete als Herausgeber eines Comic- und Buchverlages.
Er starb nach kurzer Krankheit mit knapp 65 Jahren in Rom.

## Filmografie
- 1964: Der Superraub von Mailand (Super rapina a Milano)
- 1965: Planet der Vampire (Terrore nello spazio)
- 1966: Die Bibel (La bibbia)
- 1966: Hexe der Liebe (La strega in amore)
- 1966: Un uomo a metà
- 1967: Andere beten – Django schießt (Se vuoi vivere… spara!)
- 1967: Django – Kreuze im blutigen Sand (Cjamango)
- 1967: Django – Dein Henker wartet (Non aspettare Django, spara)
- 1967: Il ragazzo che sapeva amare
- 1967: Soledad
- 1968: Schweinehunde beten nicht (I vigliacchi non pregano)
- 1969: Sieben dreckige Teufel (Sette baschi rossi)
- 1969: Esa mujer
- 1969: 7 vor Marsa Matruh (I sette di Marsa Matruh)
- 1970: Sandokan, der Tiger von Malaysia (Le tigri di Mompracem)
- 1971: Der Killer von Wien (Lo Strano Vizio Della Signora Wardh)
- 1971: Drei Amen für den Satan (La vendetta è un piatto che si serve freddo)
- 1971: Un omicidio perfetto a termine di legge
- 1972: Un bianco vestito per Marialé
- 1972: Die Farben der Nacht (Tutti i colori del buio)
- 1972: Mondo Cannibale (Il paese del sesso selvaggio)
- 1972: Il tuo vizio è una stanza chiusa e solo io ne ho la chiave
- 1973: Si può essere più bastardi dell'ispettore Cliff?
- 1974: Spasmo (Spasmo)
- 1974: L’ossessa – Das Omen des Bösen (L’ossessa)
- 1975: Die Höllenfahrt (Il lupo dei mari)
- 1975: Salvo D'Acquisto
- 1975: Die Viper (Roma a mano armata)
- 1976: Black Emanuelle 2. Teil (Emanuelle nera: Orient reportage)
- 1976: Emanuela – Dein wilder Erdbeermund (Inhibition)
- 1976: Kaliber 38 – Genau zwischen die Augen (Quelli della calibro 38)
- 1977: Emanuela – Alle Lüste dieser Welt (Emanuelle – Perché violenza alle donne?)
- 1977: Mondo Cannibale, 2. Teil – Der Vogelmensch (Ultimo Mondo cannibale)
- 1977: Schock
- 1978: Covert Action – Rauschgift tötet leise (Sono stato un agente C.I.A.)
- 1979: Kampf um die 5. Galaxis (L'umanoide)
- 1980: Lebendig gefressen (Mangiati vivi!)
- 1981: I figli… so' pezzi 'e core
- 1982: Die Nahkampftruppe (Ciao nemico)
- 1983: Atlantis Inferno (I predatori di Atlantide)
- 1984: Buio nella valle (Fernseh-Miniserie, 2 Folgen)
- 1984: Torna
- 1985: Hungrige Skorpione (Squadra selvaggia)
- 1986: Body Count – Die Mathematik des Schreckens (Camping del terrore)
- 1989: Treffpunkt Triest (Appuntamento a Trieste) (Fernseh-Miniserie)